# Publius Cornelius Lentulus Sura
Pour les articles homonymes, voir Cornelius Lentulus.
Publius Cornelius Lentulus Sura (vers 114 av. J.-C. – 5 déc. 63 av. J.-C.) est un homme politique de la Rome antique. Son cognomen Sura signifie « jambe », surnom qu'il avait reçu lorsqu'il était questeur sous Sylla. Lors d'une session du Sénat, Sylla l'accusa d'avoir dilapidé les deniers publics. Il rétorqua qu'il n'avait pas de compte à rendre, mais qu'il présentait sa jambe, geste que font les enfants quand ils ont commis une faute en jouant à la balle.
Il fut consul en 71 av. J.-C., mais fut exclu du Sénat romain en raison de sa conduite scandaleuse. Il reprit le cursus honorum pour revenir au Sénat en se faisant élire préteur pour l'année 63 av. J.-C.
Il s'impliqua dans la conjuration de Catilina, tant en raison de son absence de scrupules que pour une croyance en une prédiction des Livres Sibyllins, qui annonçait que Rome aurait trois Cornelius pour maîtres : il crut être le troisième après Lucius Cornelius Cinna et Cornelius Sylla.
Resté à Rome après le départ de Catilina, confondu par Cicéron, il eut l'imprudence de signer un engagement écrit d'appel à la révolte de délégués allobroges, rencontrés au Forum. Ainsi piégé par Cicéron, il fut démasqué devant le Sénat. Affolé, il fut poussé à démissionner de son mandat de préteur, ce qui le privait de son immunité. Placé en résidence surveillée, il fut transféré le lendemain par Cicéron à la prison Mamertine et étranglé en décembre 63 en vertu du senatus consultum ultimum en vigueur.